# Castell de Bairén
El castell de Bairén és un dels castells d'origen musulmà de la Safor, també conegut com el castell de Sant Joan, i situat al terme municipal de Gandia, a 3 km al nord de la ciutat de Gandia, a l'extrem més oriental de les serralades que servixen de suport al massís del Mondúber; era cap d'un dels quatre termes en què estava dividit el ducat de Gandia quan va ser creat, en 1399.
Va ser una antiga ràpita en època musulmana, el 1097 prop seu fou lliurat un combat (batalla de Bairén) entre els almoràvits, comandats pel nebot de l'emir Yūsuf, i una coalició establerta entre el Cid i Pere I d'Aragó, que tornaven a València després d'haver anat en ajuda del castell de Benicadell, en el qual foren derrotats els primers. El 1240 s'hi va lliurar la batalla decisiva per a la reconquesta al sud del Xúquer. Està situat dalt d'un tossal, el tossal de Sant Joan, d'aproximadament 106m d'altitud, des d'on es pot vore un ampli territori, que abraça el llarg tram de costa emmarcat entre Cullera i Dénia, deixant, a l'oest, les muntanyes del Mondúber, la Serra Falconera i el Molló de la Creu.
La muntanya de Sant Joan, molt a prop de la mar i quasi damunt de la zona de marjal, que abans constituïa tot el litoral, ara només queda una reduïda àrea al nord-est, on encara es conserven diversos ullals, domina el camí de València a Dénia. Amb el nom de la Vall de Bairén, era coneguda antigament l'Horta de Gandia.